# Antalis pilsbryi
Antalis pilsbryi is een Scaphopodasoort uit de familie van de Dentaliidae. De wetenschappelijke naam van de soort is voor het eerst geldig gepubliceerd in 1942 door Rehder.